# Elezioni parlamentari in Finlandia del 1913
Le elezioni parlamentari in Finlandia del 1913 si tennero il 1º agosto per il rinnovo dell'Eduskunta, ancora sciolta dallo zar insoddisfatto della fedeltà dell’assemblea nei suoi confronti.

## Risultati
| Liste                                | Voti    | %     | Seggi |
| ------------------------------------ | ------- | ----- | ----- |
| Partito Socialdemocratico Finlandese | 312.214 | 43,11 | 90    |
| Partito Finlandese                   | 143.982 | 19,88 | 38    |
| Partito dei Giovani Finlandesi       | 102.313 | 14,13 | 29    |
| Partito Popolare Svedese             | 94.672  | 13,07 | 25    |
| Lega Agraria                         | 56.977  | 7,87  | 18    |
| Unione Operaia Cristiana Finlandese  | 12.850  | 1,77  |       |
| Altri                                | 1.296   | 0,18  |       |
| Totale                               | 724.304 |       | 200   |